# Lizzie Marvelly
Elizabeth Lillian Marvelly (Rotorua, 5 luglio 1989) è una cantautrice, giornalista e mezzosoprano neozelandese.
Ha ottenuto il successo come cantante crossover classica prima di iniziare una carriera pop. Ha anche scritto per la Nuova Zelanda Herald , discutendo di questioni femministe.

## Biografia
Marvelly appartiene all'eredità di Te Arawa ed è imparentata con il presentatore Howard Morrison, che era la migliore amica del nonno materno. Ha frequentato la Rotorua Girls 'High School , quindi ha vinto una borsa di studio senior presso il King's College di Auckland per il suo settimo anno di studi. Si è laureata alla Massey University con una laurea in inglese e psicologia nel 2015.

## Carriera musicale

### Musica Classica
Il suo album di debutto è stato pubblicato con il suo nome completo, Elizabeth Marvelly, il 3 dicembre 2007 in Nuova Zelanda e il 31 marzo 2008 in Australia. L'album pop-classico omonimo è stato prodotto da Carl Doy. Nell'album Marvelly canta canzoni tratte da una gamma di generi diversi e comprende due pezzi originali. La sua canzone "When You Are Sad" è stata scritta dopo un recente caso di abuso di minori nella sua città natale, Rotorua, ha scioccato la nazione.
Il secondo album dei Marvelly, Home , è stato registrato con il produttore nominato ai Grammy Nick Patrick. L'album presentava la New Zealand Symphony Orchestra e un duetto con il vincitore della Gran Bretagna Got Talent Paul Potts . Come è stato rilasciato il 21 febbraio 2011, un giorno prima del terremoto di Christchurch del 2011, Marvelly ha annunciato che avrebbe donato una parte delle vendite di dischi all'appello per il terremoto di Christchurch.

### Carriera pop
Nel 2012, Marvelly ha cantato come parte del singolo di beneficenza del supergruppo Flight of the Conchords " Feel Inside (And Stuff Like That) ". La canzone ha raggiunto il numero uno nelle classifiche della Nuova Zelanda.
Nel 2013, Marvelly ha annunciato che avrebbe perseguito una carriera pop, poiché era diventata insoddisfatta della sua carriera di crossover classico e voleva anche cantare le sue composizioni. Marvelly disse al New Zealand Herald: "Pensavo solo che la musica fosse la mia vita e se sarà la mia vita a lungo termine, allora deve essere la musica di cui adoro davvero tutto".
Nel gennaio 2014, Marvelly ha lanciato la sua carriera pop, ora usando il nome Lizzie Marvelly. Il suo primo singolo pop, "Generation Young" è stato anche pubblicato a gennaio, con il suo EP Collisions pubblicato a luglio, raggiungendo il numero 14 nelle classifiche.
Nell'agosto 2015, Marvelly ha pubblicato il suo primo singolo con la leggenda hip-hop della Nuova Zelanda P-Money. Intitolata "Made For You", la canzone del film hip hop kiwi "Born To Dance". Nell'ottobre dello stesso anno Marvelly pubblicò un remix di "Made For You" con la star hip-hop Kiwi K.One.

## Carriera giornalistica

### Opinionista politica
Nel maggio 2015, Marvelly ha lanciato un sito multimediale online chiamato Villainesse. Nel settembre di quell'anno Marvelly lanciò il primo progetto di Villainesse, "#MyBodyMyTerms", una campagna globale per innescare una conversazione su violenza sessuale, incolpazione delle vittime, vendetta porno e consenso. Da gennaio 2016, ha una rubrica regolare nell'araldica della Nuova Zelanda, dove commenta questioni sociali.  In una rubrica del febbraio 2017 ha criticato il gruppo conservatore della lobby cristiana Family First New Zealand per essersi opposto alle persone transgender per aver usato servizi igienici che non riflettevano il sesso della loro nascita. Nel 2015, Marvelly è stata finalista del premio come miglior scrittore del Wintec Press Club in Nuova Zelanda.

## Vita personale
Nel maggio 2018 dichiara la sua bisessualità alla stampa locale.